# Gare de Paris-Gobelins
Ne doit pas être confondu avec Les Gobelins (métro de Paris).
Pour un article plus général, voir Ligne de Petite Ceinture.
La gare de Paris-Gobelins, plus communément appelée gare des Olympiades, est une ancienne gare ferroviaire de marchandises située dans le 13e arrondissement de Paris.
Raccordée à la ligne de Petite Ceinture, elle est mise en service en 1903. Depuis son réaménagement dans les années 1970, elle se situe désormais sous la dalle des Olympiades.
Depuis 1991, la gare ne reçoit plus de trafic ferroviaire. Elle demeure néanmoins utilisée pour la livraison par camion. Son infrastructure fait toujours partie du réseau ferré national.

## Situation
Le périmètre de la gare est compris entre la rue de Tolbiac, au nord, et la rue Regnault, au sud. Elle est recouverte par la dalle du quartier des Olympiades.
Elle est située à l'extrémité nord d'un raccordement ferroviaire avec la ligne de Petite Ceinture prenant naissance au point kilométrique (PK) 17,819 de cette ligne. Ce raccordement à voie unique de 200 m de rayon a la particularité d'être souterrain et en pente de 12 ‰.

## Historique

### Construction
À la fin du XIXe siècle, le Syndicat du Chemin de fer de Ceinture cherche à augmenter ses profits en construisant de nouvelles gares de marchandises le long de la ligne. Il relance ainsi en 1890 un projet datant de 1879 d'une gare le long de la rue de Tolbiac, dans un secteur où l'espace reste encore disponible. Le projet est fortement soutenu par plusieurs industriels qui avaient déposé une pétition auprès de la municipalité. Face au refus de l'État de participer à l'opération, la Ville de Paris accepte finalement en 1892 de céder gratuitement une partie des terrains. La gare est déclarée d'utilité publique par décret du 19 mars 1897 et ouvre le 15 mai 1903. Elle est, alors, principalement dévolue à l’acheminement des matériaux nécessaires à la construction et à l’expédition des automobiles fabriquées dans l’usine Panhard, voisine.
La gare évolue ensuite peu durant les décennies qui suivent. Dans les années 1950 le trafic lié au charbon et aux matériaux commence à décliner pour laisser sa place aux produits de consommation.

### Réaménagement dans le cadre du quartier des Olympiades

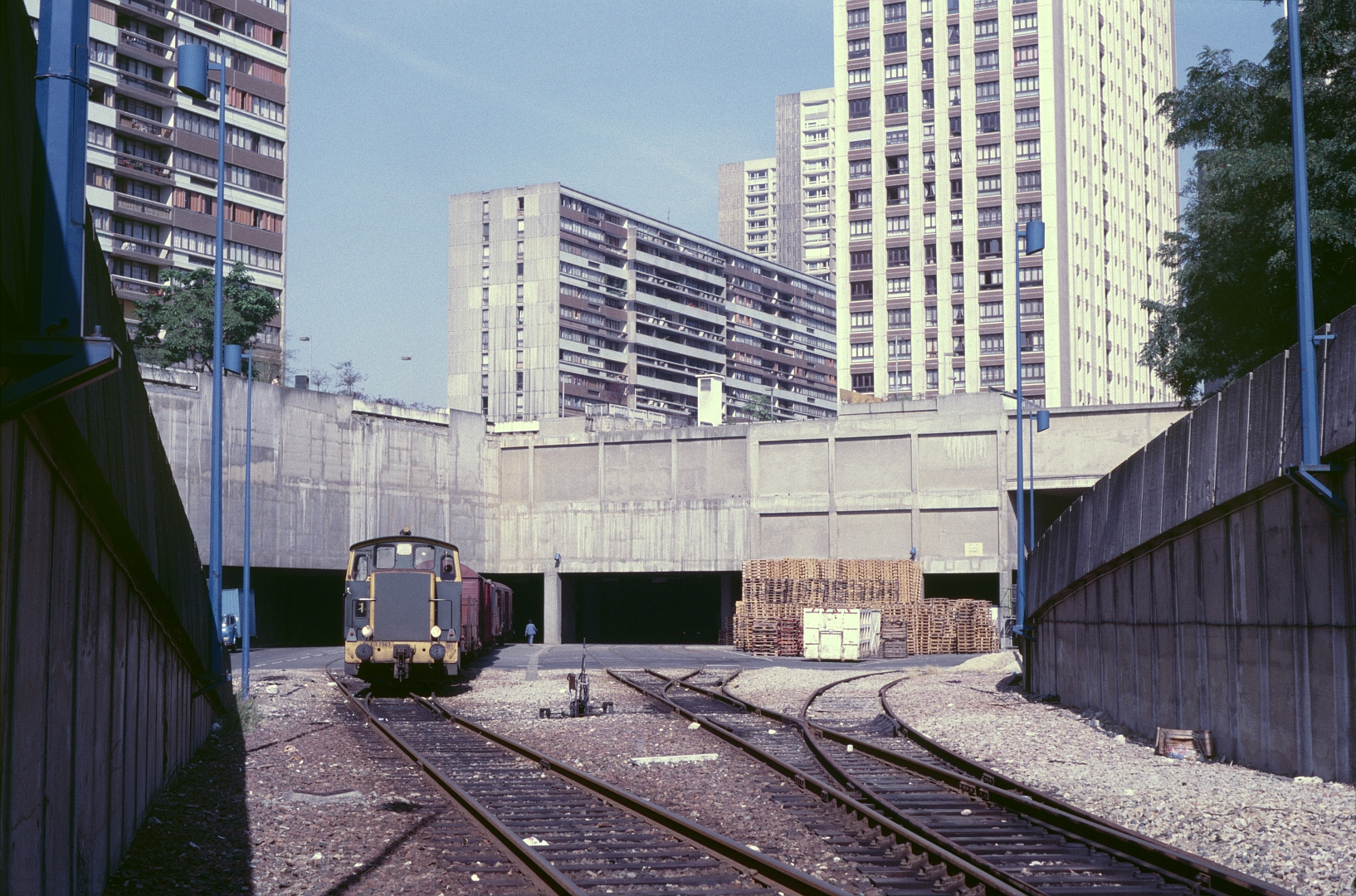
La gare des Gobelins quand la ligne de Petite Ceinture était en activité (1985).

L'opération immobilière « Italie - Tolbiac » approuvée en 1966 va être l'occasion d'une évolution majeure de la gare des Gobelins, qui doit être reconstruite sous le nouveau quartier des Olympiades. Les travaux s'étendent de 1970 à 1977, l'exploitation étant maintenue pendant cette période.  
La nouvelle gare s'étend sur deux niveaux (« gare » et « halle ») situés dans les structures porteuses constituant les fondations des grandes tours de la dalle. Du fait de l'abandon du chantier charbonnier la gare passe de treize à quatre voies plus une voie courte avec un portique de chargement dans le niveau « gare ». Un accès pour les véhicules poids-lourd est aménagé dans la grande tranchée où débouche le raccordement venant de la Petite Ceinture.

### Fermeture
Les années qui suivent voient la gare subir le même déclin de trafic que le reste de la Petite Ceinture. En 1990, elle reçoit encore 460 wagons de marchandises pour 14 600 tonnes, essentiellement des produits alimentaires et des jus de fruit. En 1991, elle est desservie par une circulation quotidienne.
L’arrêt de la desserte par le rail d'abord prévue pour 1994 est avancée à fin 1991, du fait de la coupure de la ligne de Petite Ceinture pour permettre le début des travaux de la zone d'aménagement concerté (ZAC) alors nommée Seine Rive Gauche.

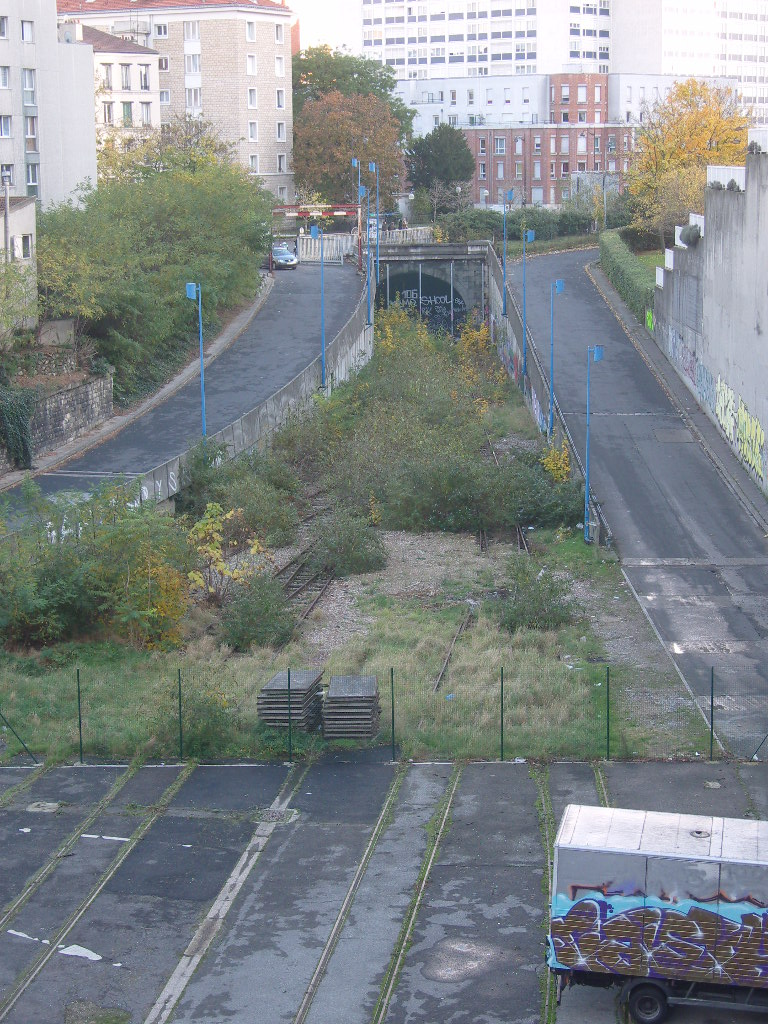
Les vestiges de l'avant-gare des Gobelins en 2008. Le tunnel est celui du raccordement à la ligne de Petite Ceinture.

Bien que le niveau « gare » conserve ses deux quais restés intacts, il ressemble plus à un parking : en effet, hormis dans la tranchée à ciel ouvert où les aiguillages sont posés sur ballast, les voies dans la gare sont bitumées afin de faciliter le passage des poids lourds. Un wagon subsiste au fond de la gare[réf. nécessaire]. 
En 2005, la gare est cédée par la SNCF à Réseau ferré de France (RFF) . Ce dernier en délègue la gestion à Nexity qui assure la cession du domaine ferroviaire à Icade, qui organise des travaux de mise aux normes afin de la transformer en plate-forme logistique. En 2012, les locataires sont en majorité des grossistes en alimentation asiatique. Des associations sont également installées.
La tranchée de la porte de Vitry, dans laquelle le tunnel d'accès rejoint la Petite Ceinture, est neutralisée depuis 2017 afin d'établir la base de chantier du prolongement de la ligne 14 du métro vers Orly. L'infrastructure doit théoriquement être remise en l'état au terme des travaux.

## Avenir

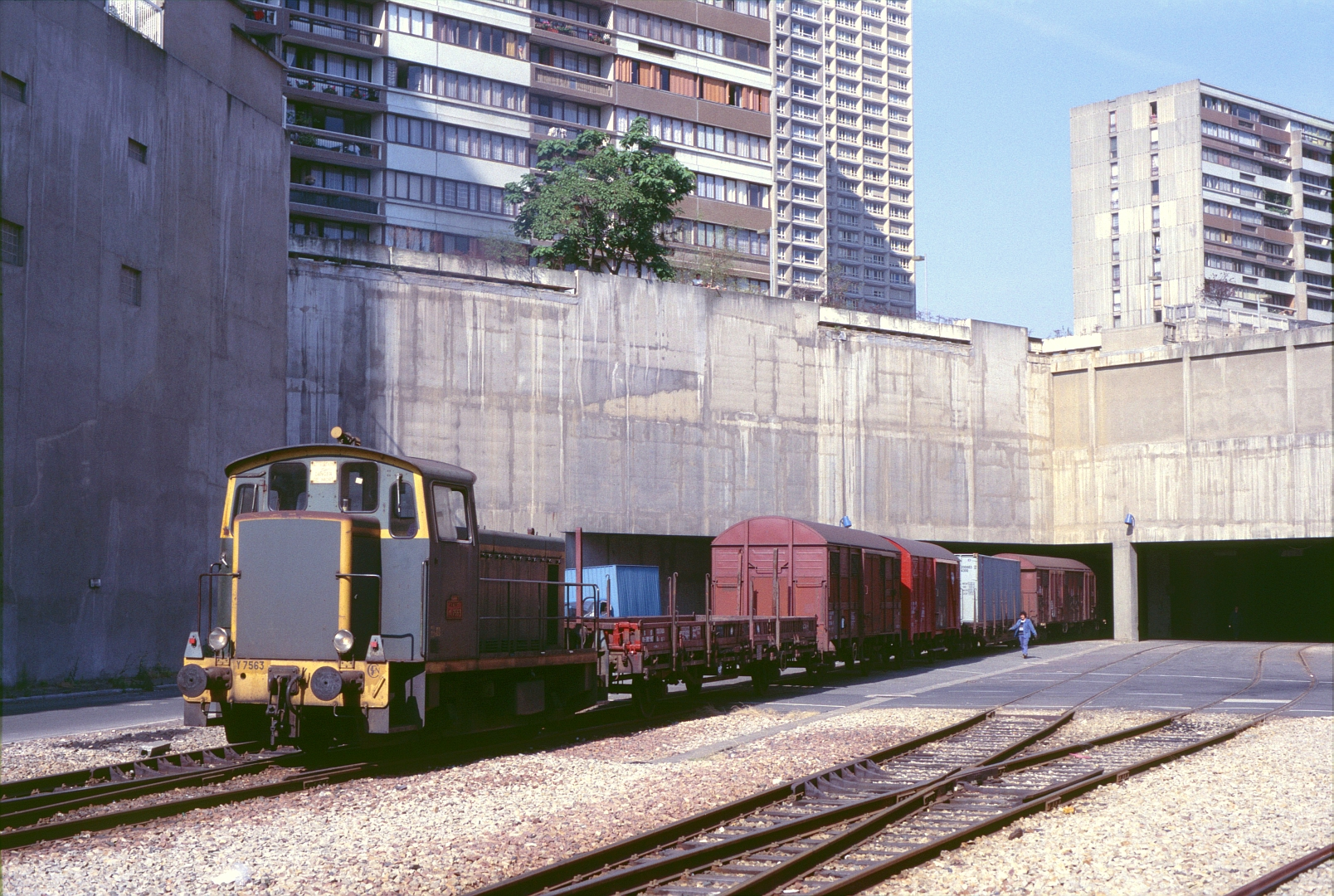
Un train de desserte marchandises en gare de Paris-Gobelins, sur la Petite Ceinture de Paris le 9 août 1985.

La reconversion du site est régulièrement évoquée depuis l'arrêt du trafic ferroviaire en 1991. Il aurait pu devenir l'atelier de maintenance d'un tramway utilisant la Petite Ceinture, solution finalement abandonnée au profit du tramway des Maréchaux sud, l'actuelle ligne T3a. 
Le maintien de la gare dans le réseau ferré national autorise théoriquement de rétablir un jour le trafic de marchandises via la Petite Ceinture. Située dans Paris intra-muros, cette gare est considérée comme un atout majeur pour permettre la décarbonation des livraisons dans la capitale. L'Association de sauvegarde de la Petite Ceinture ferroviaire milite notamment pour sa réouverture.
La convention signée en 2015 entre la SNCF et la Ville de Paris préserve cette possibilité, en stipulant que l'infrastructure de la Petite Ceinture doit préserver le possible retour du trafic ferroviaire. Cependant, la ligne est provisoirement coupée au niveau de l'avenue de France en raison de l'opération Paris Rive Gauche, isolant de fait la gare des Gobelins.
Dans une étude prospective de 2011, l'Atelier parisien d'urbanisme (APUR) envisage le retour des trains de marchandises à terme, « si un trafic est identifié ». Il serait alors nécessaire de reposer les voies au niveau de l'avenue de France afin de relier la gare des Gobelins aux faisceaux de voies des gares de Paris-Austerlitz et de Paris-Lyon. Une alternative proposée est le recours à des tramways de fret qui utiliseraient les voies du T3a.
Un projet de réaménagement de l'ancienne gare a été retenu en 2019 lors de la deuxième édition du concours d'architecture « Réinventer Paris ». Les infrastructures situées en surface doivent être recouvertes par deux nouveaux immeubles de bureaux d'une surface de 14 000 m2 à l'architecture bas carbone. Des terrains sportifs et un jardin de 1,3 ha doivent aussi être aménagés, ainsi qu'une passerelle visant à désenclaver la dalle des Olympiades. La vocation logistique de la gare serait maintenue avec la modernisation des installations pour favoriser les mobilités douces.

## Impact socio-culturel
Du fait qu'elle est invisible depuis la rue, la gare reste très méconnue des Parisiens. 
Le tunnel reliant la gare à la Petite Ceinture a été investi par les personnes sans-abri les plus célèbres du sud parisien : les tunnelois, qui, comme leur nom l'indique, ont élu domicile à l'entrée du tunnel, dans la double tranchée de la porte de Vitry.
En 2014, la gare a servi de lieu de tournage pour le film Colt 45 de Fabrice Du Welz et Frédéric Forestier[réf. nécessaire].